# Махачени (Алба)
Махачени (рум. Măhăceni) насеље је у Румунији у округу Алба у општини Униреа. Општина се налази на надморској висини од 340 m.

## Становништво
Према подацима из 2002. године у насељу је живело 383 становника.

### Попис2002.
| Расподела становништва по националности 2002.‍ | Расподела становништва по националности 2002.‍ | Расподела становништва по националности 2002.‍ | Расподела становништва по националности 2002.‍ | Расподела становништва по националности 2002.‍ |
| --------------------------------------------- | --------------------------------------------- | --------------------------------------------- | --------------------------------------------- | --------------------------------------------- |
|                                               |                                               |                                               |                                               |                                               |
| Румуни                                        | Румуни                                        |                                               | 354                                           | 92,7%                                         |
| Роми                                          | Роми                                          |                                               | 28                                            | 7,3%                                          |